# Porfiryny

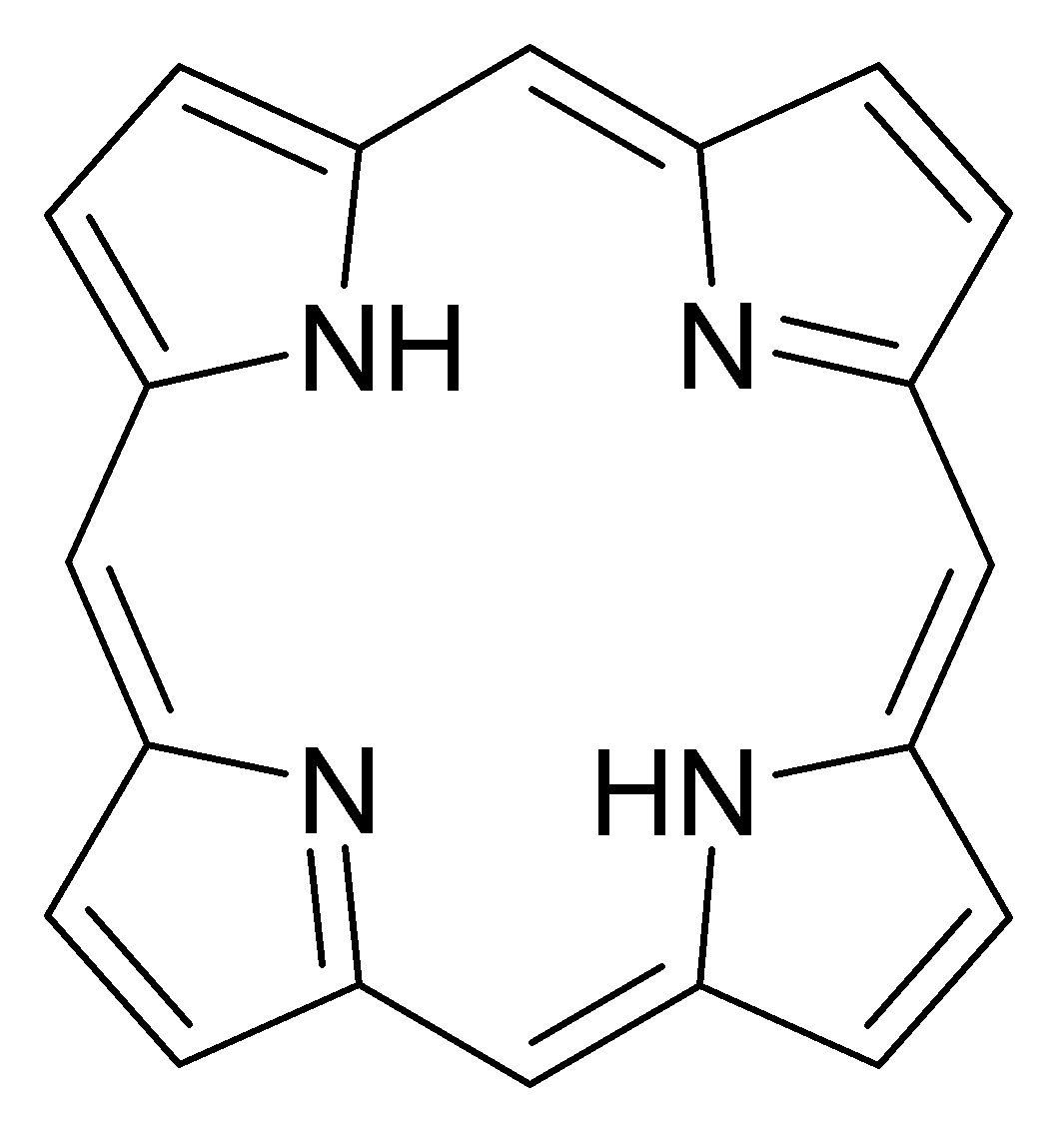
Struktura niepodstawionej porfiny

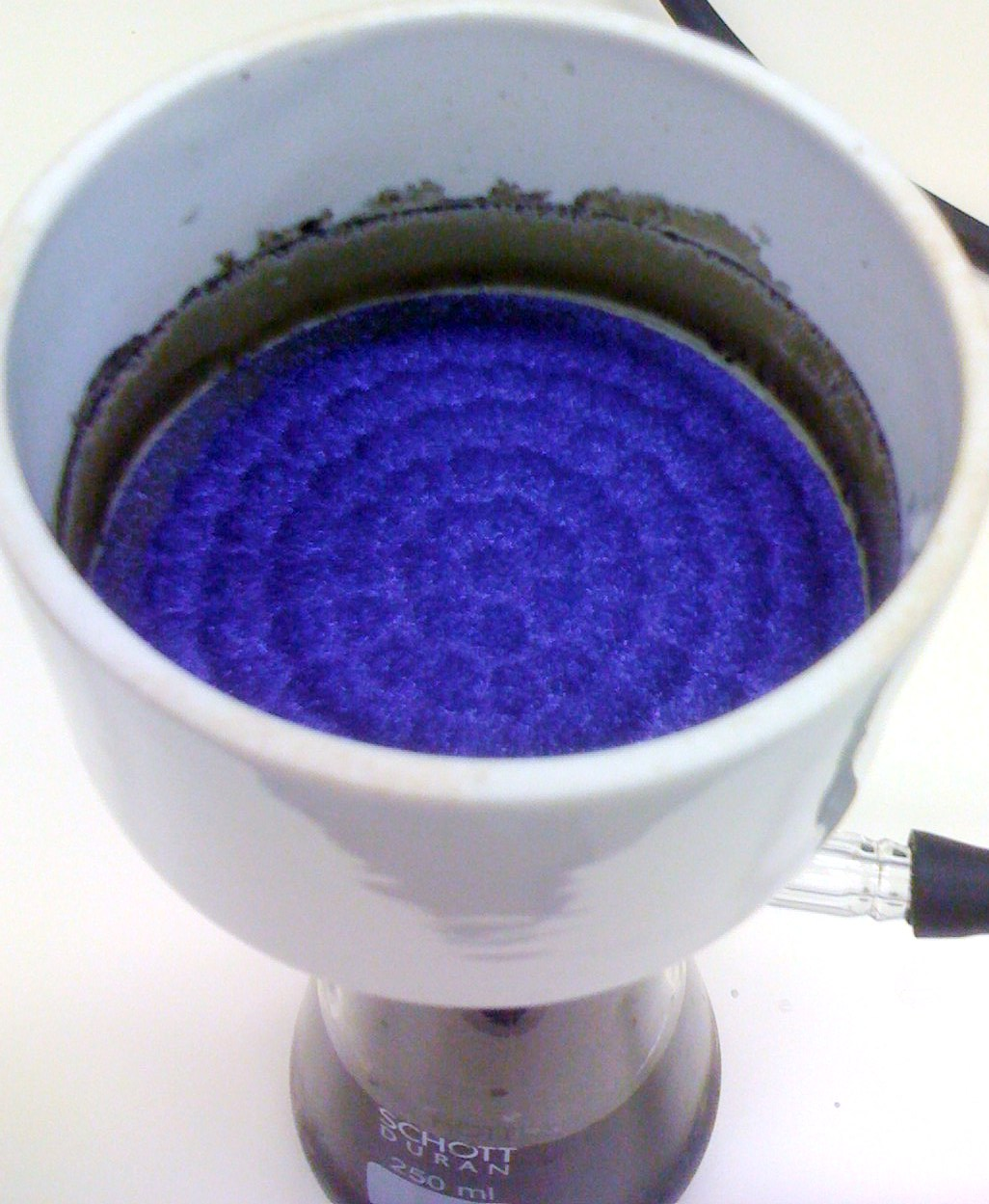
Próbka jednej z porfiryn

Porfiryny – organiczne związki heterocykliczne składające się z czterech pierścieni pirolowych, połączonych mostkami metinowymi =CH− w makrocykliczny układ sprzężonych wiązań podwójnych. Pod względem budowy cząsteczki wszystkie związki z tej grupy są pochodnymi najprostszej porfiryny zwanej porfiną.

## Właściwości
Płaski pierścień porfirynowy i spełnienie reguły Hückla nadają porfirynom charakter aromatyczny, zawierają 18 zdelokalizowanych elektronów typu {\displaystyle \pi .} Intensywnie absorbują promieniowanie elektromagnetyczne – pasmo absorpcyjne porfiryn dzieli się na bardzo intensywne tzw. pasmo Soreta w bliskim ultrafiolecie i mniej intensywne cztery tzw. pasma Q w zakresie widzialnym. Są rozpuszczalne w wodzie. Mają intensywną fioletową barwę, zarówno jako ciała stałe, jak i w roztworach. W środowisku kwasowym przyjmują barwę zieloną, co jest wynikiem protonowania atomów azotu pierścieni pirolowych. Roztwór protoporfiryny IX (ooporfiryny), którą można wyizolować ze skorupki jaja kurzego, intensywnie fluoryzuje w świetle UV.
Produktami degradacji, która prowadzi do rozerwania pierścienia makrocyklicznego, są np. biliwerdyna i bilirubina. Częściowe uwodornienie prowadzi do powstania chloryn (chlorofil).

## Występowanie
Związki te występują głównie w hemoproteinach (np. hemoglobina, chlorofile, cytochromy, katalaza), a także w ludzkich odchodach (koproporfiryna) i moczu chorych na porfirię (uroporfiryna). W piórach ptaków z rodziny turakowatych występuje, niespotykany nigdzie indziej w świecie zwierząt, czerwonofioletowy barwnik zaliczany do tej grupy – turacyna. U niektórych zwierząt porfiryny są biorą udział w aktywacji hormonów przysadki (np. odpowiedzialnych za ruję). Związki te, występując na powierzchni ciała niektórych ślimaków oraz parzydełkowców, pełnią także funkcję fotoreceptorów.

## Zastosowania
Syntetyczne porfiryny są szeroko stosowane jako ligandy w związkach kompleksowych wykorzystywanych do katalizy i badań modelowych. Są też stosowane jako czynniki uczulające przy fotodynamicznej terapii przeciwnowotworowej (Photodynamic Teraphy – PDT).